# Speyeria nigrocaerulea
Speyeria nigrocaerulea är en fjärilsart som beskrevs av Wilmatte och Cockerell 1900. Speyeria nigrocaerulea ingår i släktet Speyeria och familjen praktfjärilar. Inga underarter finns listade i Catalogue of Life.